# الالتقاء في الفضاء

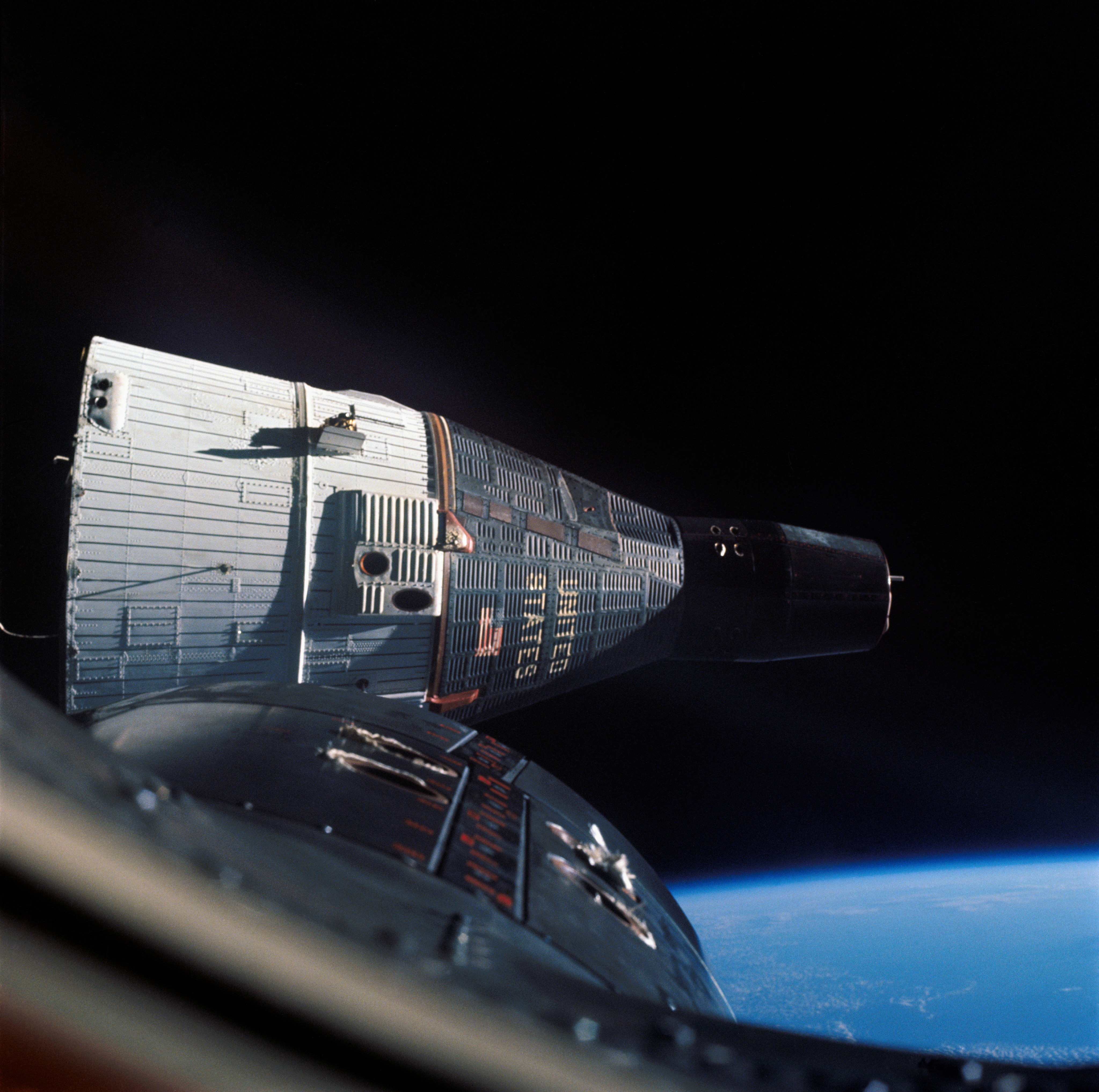

الالتقاء في الفضاء هو مناورة مدارية تشتبك خلالها مركبتان فضائيتان، واحدة منهما غالبًا محطة فضاء في مدار ، وتقترب وتشتبك بها مركبة فضاء ثانية. المركبة الفضائية الثانية تكون حاملة مثلا تموين مأكولات ومياه شرب لرواد الفضاء الموجودين في المركبة الفضائية الموجودة في مدار حول الأرض مثلا. يتطلب الالتقاء تطابقًا دقيقًا في السرعات المدارية والمتجهات الموضعية لكل من المركبتين، ما يسمح لهما بالبقاء على مسافة ثابتة خلال عملية الحفاظ على المدار. قد يتبع عملية الالتقاء الرسو و الالتحام بينهما ، وهما الإجراءان اللذان يجعلان المركبتين الفضائيتين ضمن اشتباك حقيقي ويخلقان ارتباطًا بينهما.
يمكن استخدام نفس تقنية الالتقاء في عملية «هبوط» المركبة الفضائية على سطح أجسام طبيعية ذات مجال ثقالي ضعيف، فمثلًا، سيتطلب الهبوط على أحد الأقمار المريخية نفس المطابقة للسرعات المدارية، والتي تليها «عملية نزول» تتشابه في بعض الأمور مع الالتحام.

## مناورة الالتقاء
يتم الالتقاء بالتحكم في قوتين: قوة الجاذبية للكوكب (أو القمر) الذي تدور حوله المركبتان الفضائيتان ، وقوة الطرد المركزي للمركبتين ، والتي تحددها سرعات كل منهما ، وهذه تعمل عكس الجاذبية تمامًا. يتم التحكم بنشاط واحد فقط من المركبتين الفضائيتين ،وتتحرك في نفس المدار من الخلف بواسطة مناورات مدارية مناسبة نحو المركبة فضائية الموجودة في مدار ، وهذه تكون مشاركتها سلبية.
لفهم لقاء المركبة الفضائية بشكل صحيح ، من الضروري فهم العلاقة بين سرعة المركبة الفضائية والمدار. لا يمكن للمركبة الفضائية في مدار معين أن تغير سرعتها بشكل عشوائي. يرتبط كل مدار بسرعة مدارية معينة. إذا أطلقت المركبة الفضائية دافعات لتحريكها وزادت (أو خفضت) سرعتها فستحصل على مدار مختلف ، مرتبط بالسرعة الأعلى (أو الأقل). بالنسبة للمدارات الدائرية، المدارات الأعلى لها سرعة مدارية أقل ، والمدارات المنخفضة لها سرعة مدارية أعلى.
من أجل اللحاق بالمركبة الموجودة في المدار من الخلف في مدار دائري ، فإن تسريع المركبة الفضائية اللاحقة يعني أنها تتحرك إلى مدار أعلى وبالتالي أطول (لأن لها مسافة قوس دائرية أطول) من تلك التي تحلق في المقدمة. هذا يعني أنه على الرغم من تسارع المركبة الفضائية التي تسعى وراءها ، فإنها تنجرف حتما إلى مدار أعلى بسبب قوة الجاذبية المركزية الأكبر ، والتي ستستغرق الفترة المدارية منها وقتًا أطول من مدار المركبة الفضائية التي يتم متابعتها. هذا من شأنه أن يمنح المركبة المتعقبة بداية أفضل مما كانت عليه بالفعل. - لذلك إذا كنت ترغب في اللحاق بمركبة فضائية تطير إلى الأمام ، فيجب تقليل سرعة المركبة التالية في نفس المدار. يتم ذلك عن طريق تشغيل المحرك الرئيسي في الاتجاه المعاكس للحركة لعدد من الثواني محسوب بدقة. للقيام بذلك يجب أولاً تدوير سفينة الفضاء 180 درجة بحيث يشير المحرك الرئيسي في الاتجاه المعاكس. ومع تشغيل المحرك تتباطأ مركبتك الفضائية وتنخفض خلال فترة نصف المدار التالية بالقرب من الأرض وتتقدم في المدار الجديد المنخفض بسرعة أبطأ ولكن أسرع (بسبب الفترة المدارية الأقصر) مقارنة بالمركبة الفضائية التي يتم تعقبها. يتحدث المرء أيضًا عن السرعة الزاوية الأعلى ، والتي تشير إلى الكوكب أو القمر المداري. في اللحظة المناسبة يجب تسريع المحرك الرئيسي مرة أخرى حتى تعود مركبتك الفضائية إلى نفس المدار الأعلى مثل مركبة الفضاء التي يتم ملاحقتها ، ولكن هذه المرة خلفها مباشرة. يتم تحقيق الالتقاء والالتحام الفعليين للمركبتين الفضائيتين في المرحلة النهائية من خلال تفعيلك الجرعات الدقيقة لفوهات متعددة الاتجاهات الموجودة حول مركبتك الفضائية وليس بواسطة المحرك الرئيسي، والذي يسمح فقط بإجراء تغييرات تقريبية في سرعة الطيران.

## نبذة تاريخية
أطلق الاتحاد السوفييتي في برنامج الرحلات الفضائية المأهولة الأول فوستوك زوجين من المركبات الفضائية من منصة الإطلاق ذاتها، يفصل بينهما يوم أو يومين (فوستوك 3 وفوستوك 4 في عام 1962، وفوستوك 5 وفوستوك 6 في عام 1963). في كلتا الحالتين، أدخلت أنظمة توجيه مركبة الإطلاق المركبتين في مدارين متماثلين تقريبًا، لكن لم يكن ذلك دقيقًا بما يكفي لتحقيق الالتقاء، إذ كانت مركبتا فوستوك كلتاهما تفتقران إلى محركات الدفع المُستخدمة للمناورة لتعديل المدار ليتناسب مع المركبة التوءم. كانت المسافات الفاصلة الأولية تتراوح ضمن نطاق 5 إلى 6.5 كيلومتر (3.1 إلى 4 أميال)، وتباعدت ببطء إلى آلاف الكيلومترات (أكثر من ألف ميل) على مدى البعثات المتلاحقة.

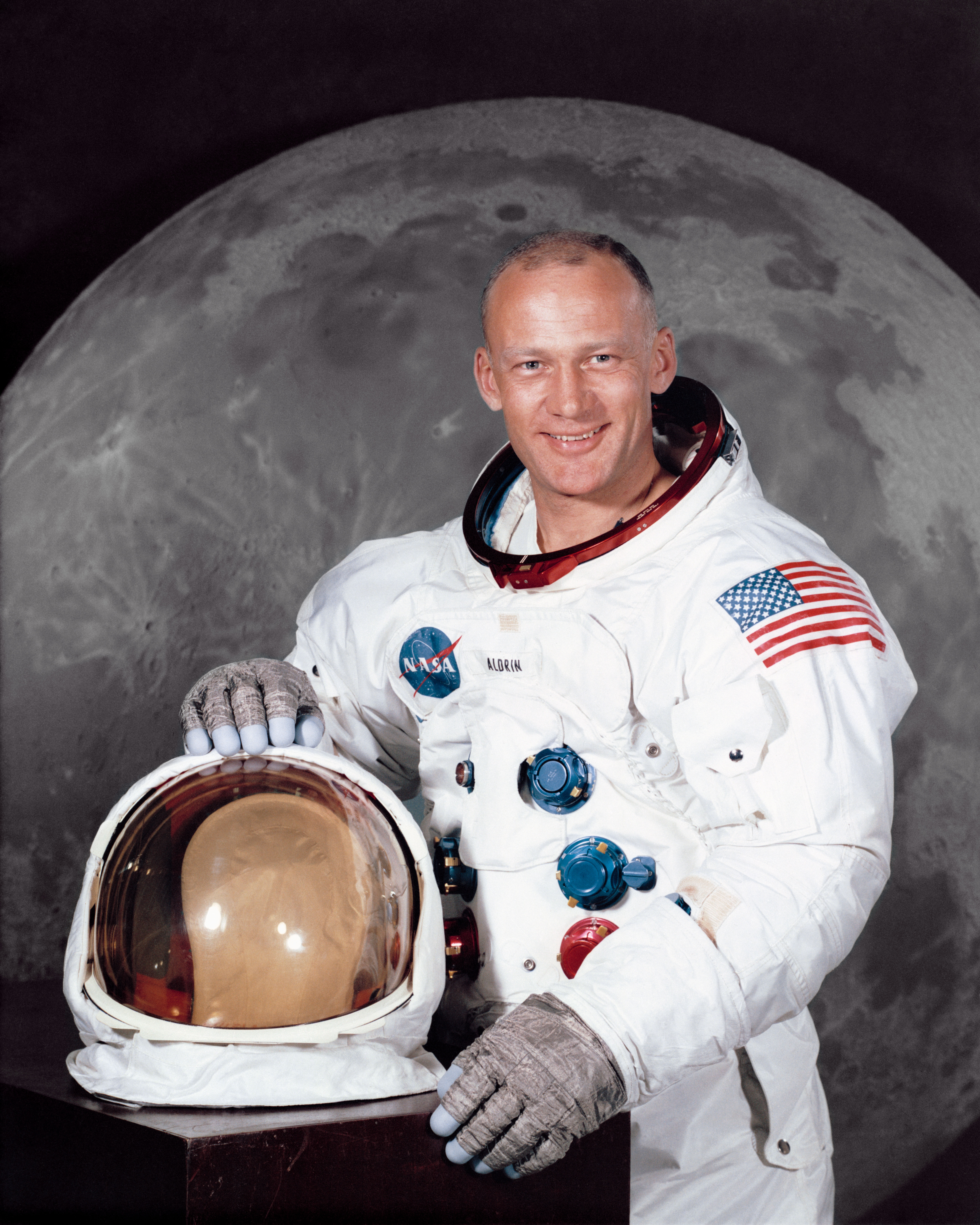
بز ألدرن يرتدي حلته الفضائية.

قدّم بز ألدرن أطروحته لنيل درجة الدكتوراه بعنوان تقنيات التوجيه باستخدام خط النظر في الالتقاء المداري المأهول في عام 1963. عمل ألدرن بصفته رائد فضاء في ناسا على «تحويل التقنيات المدارية المعقدة إلى خطط للطيران بطريقة بسيطة نسبيًا لزملائه».

### فشل المحاولة الأولى
جرت محاولة الالتقاء الأولى في 3 يونيو عام 1965، عندما حاول رائد الفضاء الأمريكي جيمس ماكديفيت إجراء المناورة بمركبته الفضائية جمناي 4 للالتقاء مع المرحلة العليا المُستهلكة من مركبة الإطلاق تيتان 2. لم يستطع ماكديفيت الاقتراب بشكل كافٍ لتحقيق عملية الحفاظ على المدار بسبب مشاكل متعلقة بإدراك البعد، وبسبب تنفيس في وقود المرحلة جعلها تستمر بالدوران. كانت محاولات جمناي 4 في الالتقاء غير ناجحة أبدًا، لأن مهندسي ناسا لم يكونوا قد تعلموا بعد التقنيات المدارية الخاصة بهذه العملية. ببساطة لم ينجح كل من توجيه مقدمة المركبة باتجاه الهدف وعملية الدفع. إن كان الهدف متقدمًا في المدار، وزادت مركبة التتبع سرعتها، سيزداد نتيجة لذلك ارتفاعها، ما يبعدها في الواقع عن الهدف. تزداد الفترة المدارية بازدياد الارتفاع حسب قانون كبلر الثالث، وهذا لا يضع مركبة التتبع في ارتفاع أعلى فقط، بل سيجعلها خلف الهدف. تتطلب التقنية المناسبة تغيير مدار مركبة التتبع للسماح لها باللحاق بالهدف أو بالتقاطه، ثم الانتقال إلى المدار ذاته في اللحظة المناسبة للوصول للهدف عندما لا يكون هنالك حركة نسبية بين المركبتين (على سبيل المثال، وضع المتتبع في مدار أخفض، بحيث يملك فترة مدارية تسمح له باللحاق بالهدف، ثم تنفيذ مناورة مدار هوهمان الانتقالي عائدًا إلى الارتفاع المداري الأصلي).
قدّم مهندس مشروع جمناي "أندريه ماير" ملاحظة في وقت لاحق تقول: «يوجد شرح جيد للخطأ الذي حدث في الالتقاء. لم يفهم الطاقم أو يستنتج، مثل أي شخص آخر في مركز لندون بي جونسون للفضاء، التقنياتِ المدارية المعنية. ونتيجة لذلك، أصبح لدينا مناورات التقاء أكثر كمالًا وبراعة يستخدمها حاليًا مشروع أبولو».

### الالتقاء الناجح الأول
أكمل رائد الفضاء الأمريكي والي شيرا الالتقاء الناجح الأول في 15 ديسمبر عام 1965. ناور شيرا بالمركبة الفضائية جمناي 6 على بعد قدم (30 سنتيمترًا) من المركبة التوءم لها جمناي 7. لم تكن المركبة مجهزة لتُجري الالتحام مع مركبة أخرى، لكنه حافظ على المدار لمدة 20 دقيقة. علّق شيرا في وقت لاحق:
قال أحدهم... عندما تصبح ضمن مسافة ثلاثة أميال (5 كيلومترات)، فقد قمت بعملية الالتقاء. إذا اعتقد شخص ما أن الالتقاء يُعتبر منجزًا على مسافة ثلاثة أميال (5 كيلومترات)، فلتضحك! هاهنا نبدأ القيام بعملنا. لا أعتقد أن الالتقاء يُنجز حتى تتوقف -تتوقف كليًا- دون وجود أي حركة نسبية بين المركبتين، بمدى تقريبي يبلغ 120 قدمًا (37 مترًا). هذا هو الالتقاء! إنه الحفاظ على المدار من الآن فصاعدًا. إنه حين تستطيع العودة وتلعب لعبة قيادة السيارة أو قيادة الطائرة أو دفع لوح تزلج؛ إنه بهذه البساطة.
استخدم شيرا مثالًا آخرًا لوصف الاختلاف بين إنجازات البلدين:
كان الالتقاء الروسي نظرة عابرة، وهو ما يشبه رجلا يسير في شارع مزدحم مع ضجيج مروري كثير، ثم يرى فتاة لطيفة تمشي في الجهة الأخرى من الشارع. يناديها «مهلًا انتظري» لكنها تختفي. إنها نظرة عابرة لا التقاء. إن استطاع نفس الرجل أن يجتاز كل هذا السير ويلحق بالفتاة، فهذا ما يسمى التقاءً.

### الالتحام الأول
حُقق الالتحام الأول لمركبتين فضائيتين في 16 مارس عام 1966، عندما التقت جمناي 8 بقيادة نيل أرمسترونغ مركبةَ أجينا تارغت غير المأهولة والتحمت معها. كان من المفترض أن تكون المهمة جمناي 6 أول مهمة تنجح بالالتحام، لكن وجب إلغاؤها حين تحطمت مركبة أجينا تارغت في أثناء عملية الإطلاق.
نفّذ السوفييت الالتحام الأوتوماتيكي الأول غير المأهول بين مركبتي كوزموس 186 وكوزموس 188 في 30 أكتوبر عام 1967.
كان جورجي بيرجوفوي رائد الفضاء الروسي الأول الذي حاول إجراء الالتحام اليدوي، إذ حاول تنفيذ عملية الالتحام بمركبته سويوز 3 مع المركبة سويوز 2 غير المأهولة في أكتوبر عام 1968، لكنه فشل. استطاع تقريب مركبته إلى سويوز 2 من مسافة 200 متر (660 قدمًا) وحتى 30 سنتيمترًا (قدم واحدة)، لكنه لم يستطع الالتحام قبل أن يستهلك وقود المناورة الخاص بمركبته.
جرى الالتحام المأهول الأول الناجح للاتحاد السوفييتي في 16 يناير عام 1969، حين التحمت سويوز 4 مع سويوز 5 وتبادلتا فردين من الطاقم.
جرى الالتقاء الأول الناجح بين مركبتين فضائيتين من دولتين مختلفتين في 17 يوليو عام 1975، حين التحمت مركبة أبولو الفضائية مع مركبة سويوز الفضائية كجزء من مشروع أبولو سويوز التجريبي.
جرى الالتحام الفضائي المتعدد الأول عندما التحمت كل من المركبتين سويوز 26 وسويوز 27 مع المحطة الفضائية ساليوت 6 خلال شهر يناير من عام 1978.

## الاستخدامات
يحدث الالتقاء في كل مرة تحضر فيها مركبة فضائية أفراد طاقم أو إمدادات إلى محطة فضاء مدارية. كانت المركبة الفضائية الأولى التي قامت بهذا سويوز11، التي نجحت بالالتحام مع محطة ساليوت 1 في 7 يونيو عام 1971. نجحت مهمات رحلات الفضاء البشرية في الالتقاء مع ست من محطات ساليوت، ومع سكاي لاب ، ومع  محطة مير الفضائية، ومع محطة الفضاء الدولية (آي إس إس). تُستخدم مركباتة سايوز الفضائية  حاليًا خلال فترات تبلغ ستة أشهر تقريبًا لنقل أعضاء الطاقم من محطة الفضاء الدولية وإليها.